# Clurichaun

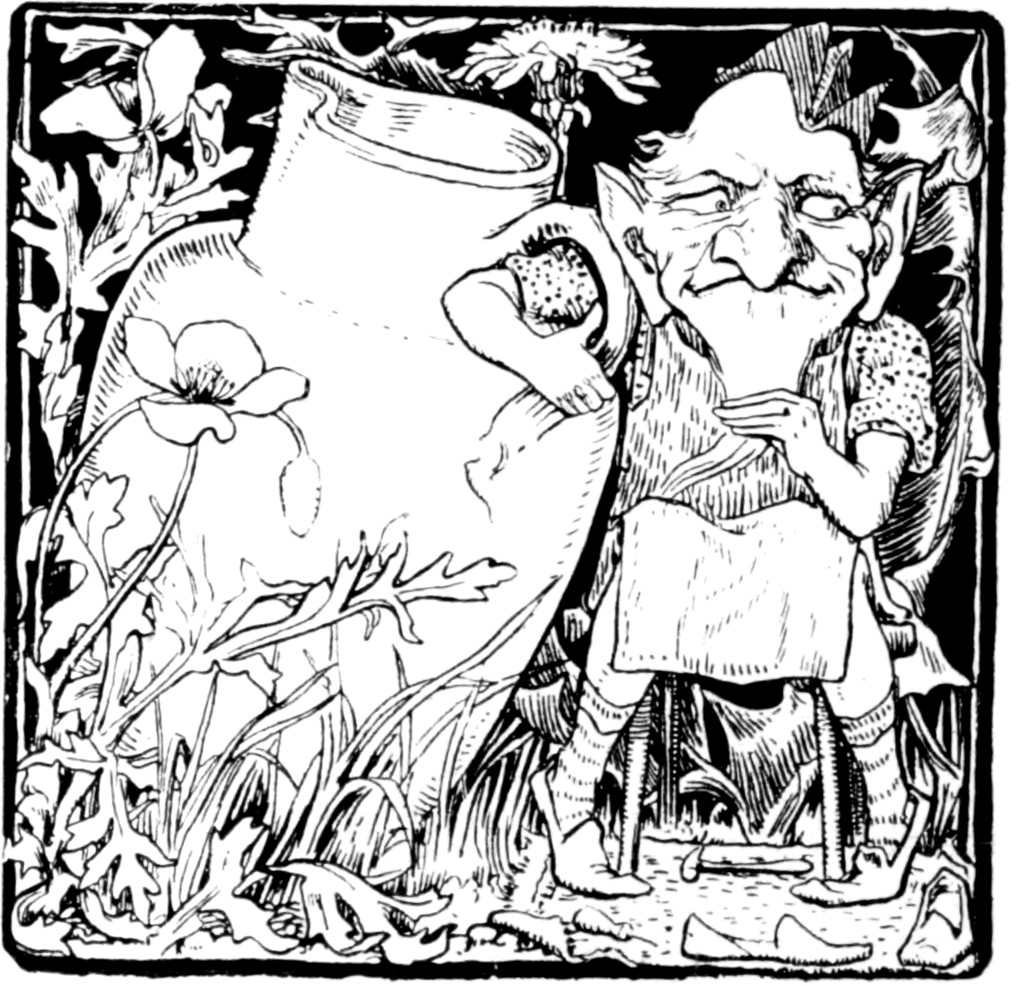
Una rappresentazione grafica di un Clurichaun nel Fairy Legends and Traditions of the South of Ireland di Thomas Crofton Croker.

Il clurichaun (/klʊərɨkɔ ː n/, dal gaelico clobhair-Ceann) è una creatura fantastica d'origine irlandese che ricorda il leprechaun, ma che ha l'aspetto di un vegliardo e che è sovente ubriaco, solitario e maligno.
Secondo alcune leggende può insediarsi in una casa e proteggerla ma, se maltrattato, esso consuma allora tutto il vino in essa contenuto. Amano cavalcare ovini e cani.
Alcuni folkloristi descrivono il clurichaun come una "forma" notturna del leprechaun, che esce a bere dopo aver terminato le sue faccende quotidiane. Altri li considerano come variazioni regionali della stessa creatura.